# Jurinea kilaea
Jurinea kilaea là một loài thực vật có hoa trong họ Cúc. Loài này được Azn. mô tả khoa học đầu tiên năm 1897.